# Castello di Écours
Das Castello di Écours, auch Torre di Lescours oder Torre di Les Cours, ist die Ruine einer mittelalterlichen Burg im Ortsteil Écours des Dorfes La Salle im Aostatal.

## Geschichte

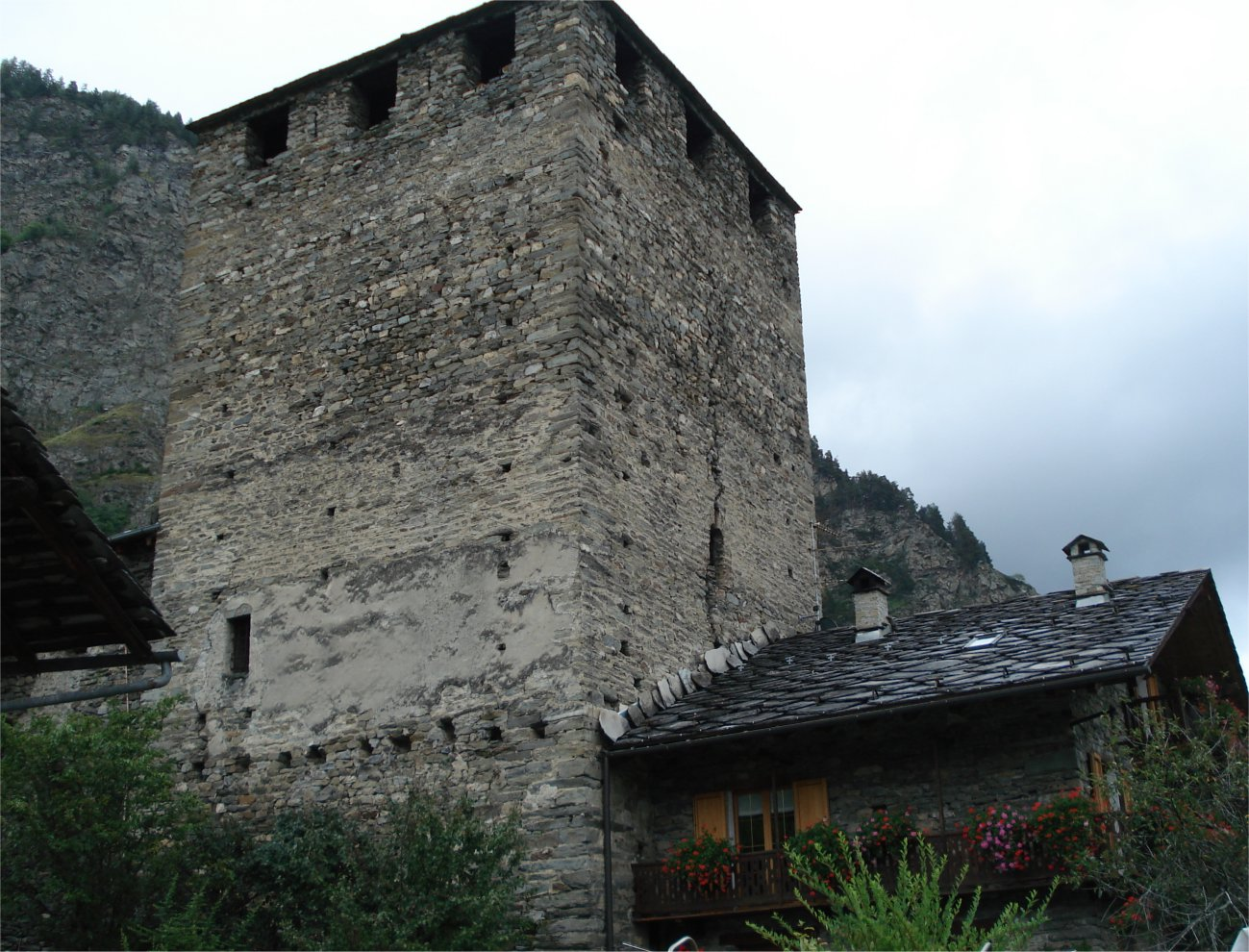
Die Burg Écours

Die Familie Lescours (oder De Curiis oder Les Cours), eine aristokratische Sippe notariellen Ursprungs, ließ die Burg im 12. Jahrhundert erbauen. Sie gab schon 1430 einen Teil der eigenen Besitzungen, einschließlich der Burg, der Familie Châtelard zu Lehen.
Man sagt, dass hier 1224 Pierre de Tarentaise, Abkömmling der Adelsfamilie Les Cours und späterer Papst Innozenz V., geboren sei, aber einige Gelehrte, darunter Pierre-Aimé Frutaz, widersprechen dieser Annahme.
1551 wurde die Burg an die Familie Bozel verkauft und im selben Jahrhundert fiel sie an die Familien Gal und Malliet in gemeinsamer Herrschaft. Im 17. Jahrhundert fiel das gesamte Anwesen an die Familie Passerin, die dort bis 1730 blieb.

## Beschreibung

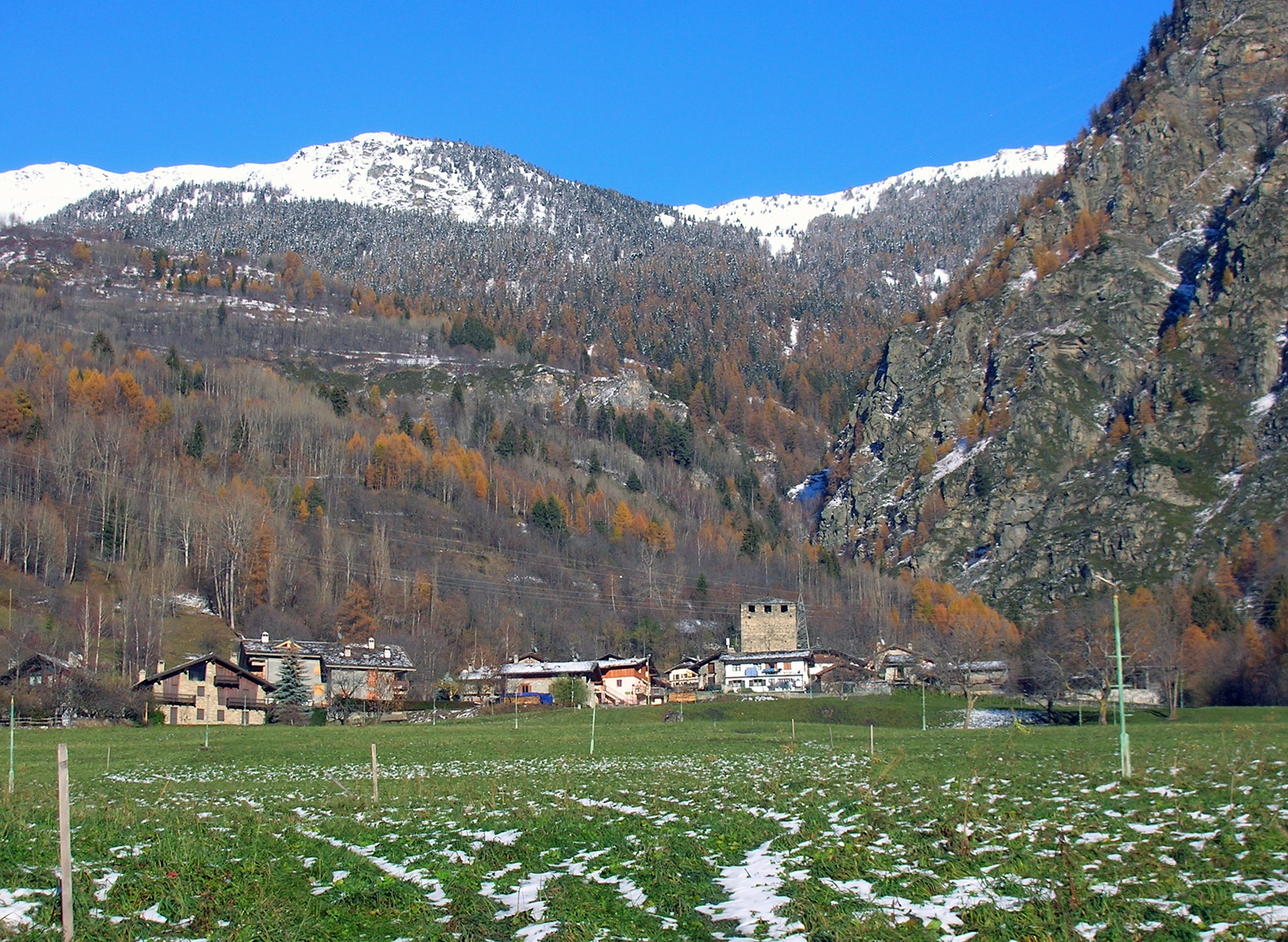
Der Ortsteil Écours mit der Burg

Von der ursprünglichen Anlage aus der Zeit der Lescours sind heute nur noch der Hauptturm mit quadratischem Grundriss und ein kurzes Stück der alten Umfassungsmauer des Komplexes erhalten. Der umgangssprachliche Name „Tour de Lescours“ geht auf die Tatsache zurück, dass der offensichtliche Teil auch heute noch der alte Turm aus dem Mittelalter ist. Der gleichnamige Ortsteil, in dem sich der Turm befindet, liegt auf 1090 Meter Seehöhe.
Im 17. Jahrhundert, zur Zeit des Geschichtswissenschaftlers Jean-Baptiste de Tillier, war die Burg teilweise eine Ruine. De Tillier vermutete, dass die Burg, wie andere Herrenhäuser im Aostatal, als Strafe für das Fehlverhalten seiner Eigentümer zerstört wurde.

(…) der Turm, der heute „Tour des Coursi“ genannt wird, an der großen Straße vor dem Ortseingang von La Salle, von dem noch die Hälfte steht (…)

Bis vor einigen Jahren waren noch einige Fresken in dem Raum erhalten, der vermutlich die Kapelle der Burg war.
Laut Mauro Cortellazzo, der dies von Lange Guglielmo übernimmt, zeigt der Turm Lescours einige wichtige konstruktive Analogien mit anderen Türmen aus dem Aostatal, die flach gebaut wurden, wie eine Mauerdicke von 2 Metern:

„(…) der Tour Malluquin in Courmayeur, der Tour de l’Archet in Morgex, die Burg Écours in La Salle, der Turm La Plantaz und der Turm des Heiligen Anselm in Gressan, der kürzlich eingedeckte Turm des Schlosses Fénis, der Turm Néran in Châtillon, der Turm Ville in Arnad und noch zwei Türme in den Seitentälern, der Turm Vachéry in Étroubles und der Tour d'Hérères in Perloz. Alle diese Türme wurden in Gebieten errichtet, die kein landschaftliches Element zeigen, das die Verteidigung erleichtern würde; in der Tat scheint die Wahl der flachen Standorte klar, die offen sind und nicht immer in der Nähe von Straßen liegen. Alle 10 Türme sind also durch die besondere Wahl ihres Standortes charakterisiert.“

Die Mauern, die an der Basis 2 Meter dick sind, verjüngen sich zum Dach hin bis zu einer Dicke von 0,8 Metern. Der Turm, der innen vollkommen leer ist, ist mit Steinschindeln gedeckt.